# Nederlandse kampioenschappen schaatsen afstanden 1993 - 3000 meter vrouwen
De 3000 meter vrouwen op de Nederlandse kampioenschappen schaatsen afstanden 1993 werd gereden in januari 1993, in ijsstadion Thialf te Heerenveen. Er namen 14 schaatssters deel.
Yvonne van Gennip was titelverdedigster na haar zege tijdens de NK afstanden 1992, maar zij reed deze editie niet meer mee.

## Statistieken

### Uitslag
| #      | Schaatser            | tijd    |
| ------ | -------------------- | ------- |
| Goud   | Carla Zijlstra       | 4.31,86 |
| Zilver | Ingrid van der Voort | 4.37,92 |
| Brons  | Barbara de Loor      | 4.38,00 |
| 4      | Lia van Schie        | 4.38,46 |
| 5      | Tonny de Jong        | 4.38,60 |
| 6      | Tina Huisman         | 4.40,67 |
| 7      | Sandra 't Hart       | 4.41,50 |
| 8      | Marion van Zuilen    | 4.41,98 |
| 9      | Colette Zee          | 4.42,70 |
| 10     | Hanneke de Vries     | 4.42,71 |
| 11     | Annamarie Thomas     | 4.47,87 |
| 12     | Henriët van der Meer | 4.48,46 |
| 13     | Renate Groenewold    | 4.48,71 |
| 14     | Sandra Voetelink     | 4.49,80 |